# Grand Prix de Futsal de 2006
O Grand Prix de Futsal de 2006 foi disputado em Caxias do Sul entre 17 e 21 de outubro. Foi a segunda edição do evento organizado pela Federação Internacional de Futebol (FIFA).
O Brasil sagrou-se o campeão da competição pela segunda vez consecutiva ao bater a Itália na final por 5 a 3.

## Participantes
| Grupo A - Argentina - Brasil - Chile | Grupo B - Croácia - República Checa - Itália |

## Ginásio
Todos os jogos foram disputados no Ginásio José Jacinto Maria de Godoy (SESI) na cidade de Caxias do Sul, que tem capacidade para 5.000 pessoas.

## Primeira fase

### Grupo A
| #  | Seleção   | Pts | J | V | E | D | GP | GC | SG |
| -- | --------- | --- | - | - | - | - | -- | -- | -- |
| 1º | Brasil    | 6   | 2 | 2 | 0 | 0 | 9  | 0  | +9 |
| 2º | Argentina | 3   | 2 | 1 | 0 | 1 | 2  | 2  | 0  |
| 3º | Chile     | 0   | 2 | 0 | 0 | 2 | 0  | 9  | -9 |

### Grupo B
| #  | Seleção         | Pts | J | V | E | D | GP | GC | SG |
| -- | --------------- | --- | - | - | - | - | -- | -- | -- |
| 1º | Itália          | 4   | 2 | 1 | 1 | 0 | 10 | 5  | +5 |
| 2º | Croácia         | 3   | 2 | 1 | 0 | 1 | 3  | 6  | -3 |
| 3º | República Checa | 1   | 2 | 0 | 1 | 1 | 4  | 6  | -2 |

## Fase final
|  | Semifinal | Semifinal |       |         | Final     | Final   |  |
|  |           |           |       |         |           |         |  |
|  |           |           |       |         |           |         |  |
|  | Brasil    | 6         |       |         |           |         |  |
|  | Croácia   | 1         |       |         |           |         |  |
|  |           |           |       |         |           |         |  |
|  |           |           |       |         |           |         |  |
|  |           |           |       |         | Brasil    | 2 (5)   |  |
|  |           | Itália    | 2 (3) |         |           |         |  |
|  |           |           |       |         |           |         |  |
|  |           |           |       |         |           |         |  |
|  |           |           |       |         | 3º-4º     |         |  |
|  |           |           |       |         |           |         |  |
|  | Itália    | 2         |       | Croácia | 0 (0)(4)  |         |  |
|  | Argentina | 0         |       |         | Argentina | 0(0)(3) |  |

## Classificação final
| Posição | Seleção         |
| ------- | --------------- |
| 1       | Brasil          |
| 2       | Itália          |
| 3       | Croácia         |
| 4       | Argentina       |
| 5       | República Checa |
| 6       | Chile           |

## Artilharia
| #       | Jogador          | Gols |
| ------- | ---------------- | ---- |
| 1º      | Falcão           | 7    |
| 2º      | Valdin           | 6    |
| 3º      | Eduardo Morgado  | 5    |
| 4º      | Nando Grana      | 3    |
| 5º      | Adriano Foglia   | 2    |
| 5º      | Dean Banic       | 2    |
| 5º      | Dragan Stankovic | 2    |
| 5º      | Herman           | 2    |
| 5º      | Patrick Nora     | 2    |
| 5º      | Robert Grdovic   | 2    |
| Goleiro |                  |      |
| 1º      | Tiago            | 1    |

## Campeão geral
| Grand Prix de Futsal de 2006 |
| ---------------------------- |
| Brasil 2º Título             |